# Harbord Glacier Tongue
Harbord Glacier Tongue är en glaciär i Antarktis. Den ligger i Östantarktis. Nya Zeeland gör anspråk på området.
Terrängen runt Harbord Glacier Tongue är platt. Havet är nära Harbord Glacier Tongue åt sydost.  Trakten är obefolkad. Det finns inga samhällen i närheten.